# 富澤裕
富澤 裕（とみざわ ゆたか、1959年3月18日 - ）は、日本の作曲家、指揮者。神奈川県出身。
東京声専音楽学院（のちの昭和音楽芸術学院）卒業。西崎嘉太郎、青島広志らに作曲を、野口政男、小林研一郎らに指揮を師事する。近年では第九の下振りとして各地で教える傍ら、教科書会社の依頼で学校指導なども行っている。

## 作品
- あの宙より
- いい日になるよ
- 生きる
- 一本の樹
- いらっしゃい風
- 宇宙の子ども
- エリカの花の道
- おちゃのじかん
- 風のあとから
- ミュージカル「カレーライスをつくろう」
- 3学期の教室
- スタートライン
- タネのうた
- だれかさんににてる星
- 蝶が海峡を渡る
- 月の章
- となりあわせの
- ぼくらの仕事
- 蛍の章
- きっと‥
- いっぱいの明日
- 星降る夜
- シーラカンスの涙
- せんせ
- 泣きべそ笑顔
- ほほえみひとつ
- たった一つの青い星
- a good day
- 一本の木
- 光（HIKARI）
- 時の中で

### 合唱編曲
- Tomorrow
- BELIEVE
- 君をのせて
- 島唄
- COSMOS
- 明日の空へ
- 地球星歌〜笑顔のために〜
- 今日から明日へ
- 旅立ちの時〜Asian Dream Song〜
- With You Smile
- 星降る里ｰFeel the Starry Skyｰ
- 語りあおう
- この星に生まれて
- いのちの歌

#### 校歌・社歌など
- 豊田市立藤岡南中学校（2012年制定、作詞：谷川俊太郎）
- 西川町立西川小学校（2012年制定）
- 横浜市立四季の森小学校（2012年制定）
- 横浜市立横浜深谷台小学校（2018年制定）
- 横浜市立丸山台中学校（2021年制定）

## 著書
- 『音楽科必携! 歌唱共通教材 指導のヒント (音楽指導ブック)』音楽之友社2013年ISBN 978-4276321533